# Susanne Suter
Susanne Suter, née le 23 janvier 1943 à Bauma, est une médecin suisse spécialisée en pédiatrie et en infectiologie.

## Biographie
C'est la première femme en Suisse à cumuler les fonctions de professeure ordinaire et de médecin cheffe d'un service clinique dans un hôpital universitaire.

## Travaux et récompenses
Susanne Suter a mené des projets de recherche sur la mucoviscidose, récompensés par le prix Inpharzam de la société suisse de pédiatrie.
Ses travaux mettant en évidence l'action destructrice de certains enzymes dans les voies respiratoires, sont également récompensés le 24 mars 2000 par le prix Otto-Naegeli, de la Fondation Bonizzi-Theler. Décerné tous les deux ans, ce prix est une des distinctions scientifiques les plus prestigieuses de Suisse.
En 2001, à l'occasion du centième anniversaire de la société suisse de pédiatrie, elle rédige avec des historiens genevois un ouvrage sur la pédiatrie genevoise, sur son histoire et celle de bâtiments consacrés à la prise en charge médicale des enfants et des personnes adolescentes.
Le 9 octobre 2015, lors du Dies Academicus, elle et son mari, Peter Suter, reçoivent la médaille de l'Université de Genève.

## Activités paracliniques
En parallèle, Susanne Suter a fait partie de nombreux conseils et commissions, notamment du conseil de recherche de la fondation Marie Heim-Voegtlin du fonds national suisse de la recherche scientifique entre 1996 et 1998 et du conseil de la recherche du fonds national suisse de la recherche scientifique entre 1994 et 2004.
Présidente du conseil suisse de la science et de l'innovation dès le 1er janvier 2004, elle a remis la direction du département de pédiatrie mais a conservé la fonction de médecin chef jusqu’en 2008.